# Semiothisa rhabdophora
Semiothisa rhabdophora is een vlinder uit de familie van de spanners (Geometridae). De wetenschappelijke naam van de soort is voor het eerst geldig gepubliceerd in 1892 door Holland.